# Fantine Lesaffre
Fantine Lesaffre (Roubaix, 10 de noviembre de 1994) es una gendarme y deportista francesa que compitió en natación.
Ganó una medalla de bronce en el Campeonato Mundial de Natación en Piscina Corta de 2018, una medalla de oro en el Campeonato Europeo de Natación de 2018 y una medalla de bronce en el Campeonato Europeo de Natación en Piscina Corta de 2017.

## Palmarés internacional
| Campeonato Mundial en Piscina Corta | Campeonato Mundial en Piscina Corta | Campeonato Mundial en Piscina Corta | Campeonato Mundial en Piscina Corta |
| Año                                 | Lugar                               | Medalla                             | Prueba                              |
| ----------------------------------- | ----------------------------------- | ----------------------------------- | ----------------------------------- |
| 2018                                | Hangzhou (China)                    | Medalla de bronce                   | 400 m estilos                       |
| Campeonato Europeo                  |                                     |                                     |                                     |
| Año                                 | Lugar                               | Medalla                             | Prueba                              |
| 2018                                | Glasgow (Reino Unido)               | Medalla de oro                      | 400 m estilos                       |
| Campeonato Europeo en Piscina Corta |                                     |                                     |                                     |
| Año                                 | Lugar                               | Medalla                             | Prueba                              |
| 2017                                | Copenhague (Dinamarca)              | Medalla de bronce                   | 400 m estilos                       |